# Shurdington
Shurdington är en ort och civil parish i Storbritannien.   Den ligger i grevskapet Gloucestershire och riksdelen England, i den södra delen av landet, 140 km väster om huvudstaden London. Shurdington ligger 70 meter över havet och antalet invånare är 1 829.
Terrängen runt Shurdington är platt västerut, men österut är den kuperad. Runt Shurdington är det tätbefolkat, med 659 invånare per kvadratkilometer. Närmaste större samhälle är Gloucester, 8,4 km väster om Shurdington. Runt Shurdington är det i huvudsak tätbebyggt.